# Chronologie des droits des femmes en France
Cet article propose une chronologie du statut juridique des femmes et de leur émancipation en France.

## VIesiècle
- La loi salique publiée par Clovis comprend l’article De allodis sur la transmission des terres détenues en pleine propriété par un groupe familial. La transmission des biens se fait par les agnats les parents par le père et les cognats les parents par la mère. Les femmes héritent de la terre au même titre que les hommes[1].

### 589
- Les nonnes de l'abbaye Sainte-Croix de Poitiers se révoltent contre leur abbesse[2].

## VIIIesiècle

### 700
- Odile de Hohenbourg fonde un monastère de femmes en Alsace sur le mont Sainte-Odile[3].
- Sous la dynastie carolingienne, l'article De allodis de la loi salique concernant la transmission des terres devient : « quant à la terre salique, qu'aucune partie de l'héritage ne revienne à une femme, mais que tout l'héritage de la terre passe au sexe masculin »[4].

## XII

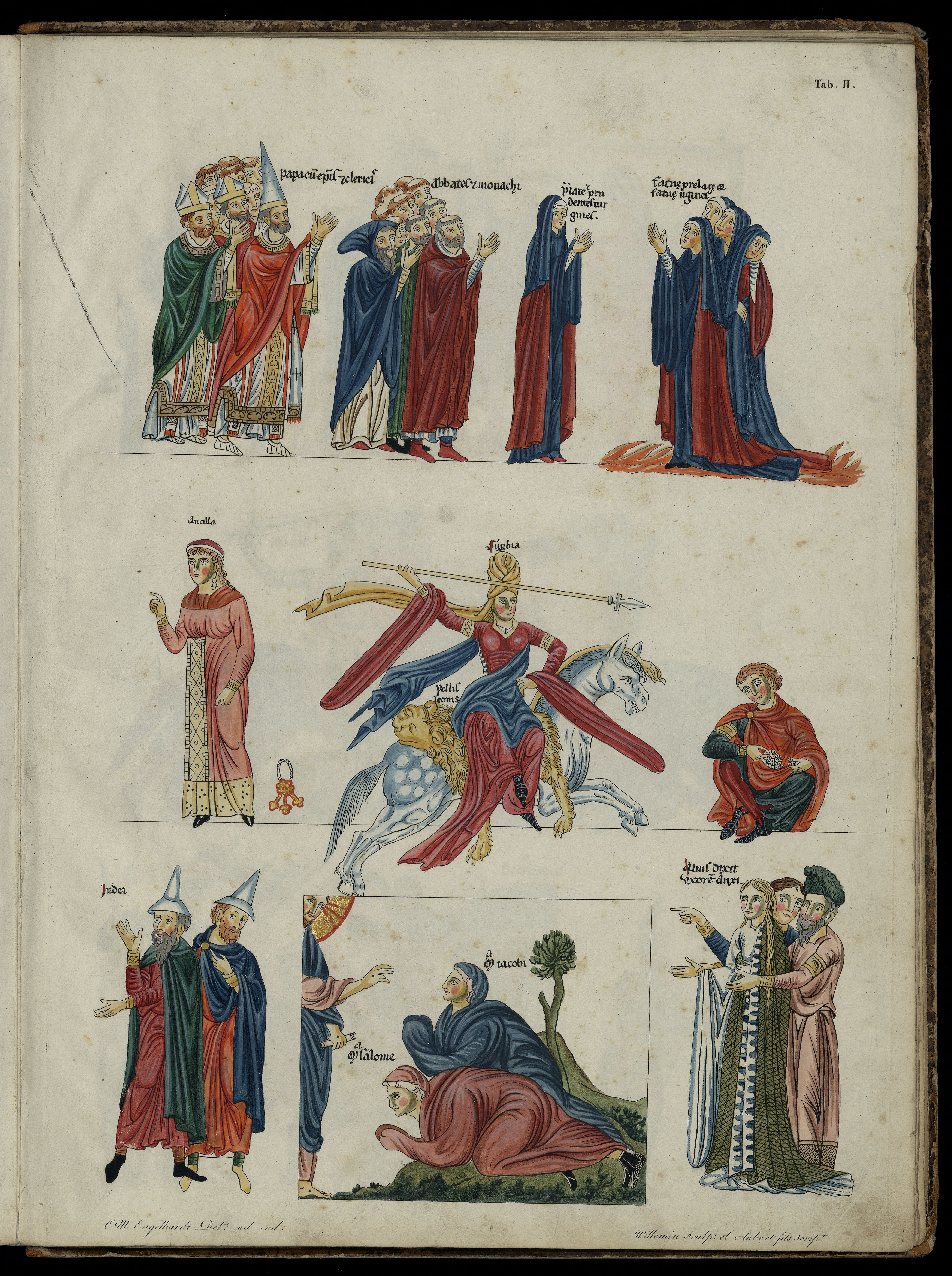
Prêcheuse et amazone.

## XIIesiècle

### 1132
- Héloïse, abbesse du Paraclet écrit à Abélard pour lui demander une règle monastique adaptée aux moniales[5].

### 1169
- Herrade de Landsberg, abbesse au mont Sainte-Odile rédige Hortus deliciarum, première encyclopédie rédigée par une femme[3].

## XIIIesiècle

### 1215
- Au IVe concile de Latran, le mariage chrétien devient un des sept sacrements. Le Concile impose le consentement des deux conjoints[6].

### 1234
- Les Décrétales du page Grégoire IX interdit aux femmes de prêcher, dire la messe, conférer les baptêmes, confesser et toucher les reliques[5].

## XIVesiècle

### 1310
- Marguerite Porète, béguine de Valenciennes est brûlée vive à Paris[7].

### 1312
- Le concile de Vienne adopte des canons qui condamnent les béguines. Le pape Jean XXII promulgue les lois en 1317[7].
- Heluis de Conflans, religieuse au convent d'Origny finance un manuscrit contant la vie de sainte Benoîte martyre chrétienne du IVe siècle, illustré de 54 miniatures. Sainte Benoîte est représentée en train de prêcher, baptiser et expulser les démons[3].

### 1316
- Jeanne II de Navarre, fille de Louis X est mise à l'écart de la succession royale. Son oncle Philippe V le Long, frère de Louis X est élu roi[8].

### 1317
- À la suite de la promulgation par le pape des lois condamnant les béguines, l'évêque de Strasbourg Jean de Drubheim persécute 300 béguines[7].

### 1322
- Philippe V le Long est remplacé sur les trônes de France et de Navarre par son frère, Charles IV. Sa fille aînée Jeanne III de Bourgogne est exclue de la succession royale et donc du trône de France, sans justification[8].

### 1328
- Philippe de Bourgogne est le fils de Jeanne III de Bourgogne, fille aînée de Philippe V le Long. À la mort de Charles IV, il est exclu de la succession du trône de France au prétexte que sa mère ne peut pas lui transmettre des droits qu'elle ne possède pas[8].

## XVesiècle

### 1405
- Christine de Pizan, première femme française de lettres à vivre de sa plume, dénonce dans La Cité des dames la misogynie des clercs et s’insurge contre les discriminations dont les femmes sont victimes et  contre les propos de Jean de Meung[9].
- La querelle des femmes, débat polémique sur le statut des femmes débute au XVe siècle et dure encore au XXIe siècle[10].

### 1431
- Jeanne d'Arc est brûlée vive à Rouen[7].

### 1456
- Le 4 juillet, le jugement avec enquêtes et commissions sur le procès et la condamnation de  Jeanne d'Arc est rendu. Elle est déchargée et disculpée[7].

### 1472
- Le 27 juin, la ville de Beauvais est assiégée par Charles le Téméraire. De nombreuses femmes combattent les assiégeants, dont Jeanne Laîné armée d'un hache. Louis XI salue l'héroïsme des femmes de Beauvais[7].

## XVIesiècle

### 1555
- Parution du recueil Oeuvres de Louise Labé qui contient une épître, dans laquelle elle exhorte les femmes à « élever leurs esprits par dessus leurs quenouilles et fuseaux »[5].

### 1593
- Le 28 juin 1593, le Parlement de Paris introduit la loi salique dans le droit avec l'arrêt Le Maistre. Cet arrêt inscrit dans la loi, pour la succession du trône, l'exclusion des femmes ainsi que les parents par les femmes[11] .

## XVIIesiècle

### 1608
- L'ordre des Ursulines ouvre de nombreux couvents en France. Cet ordre féminin a pour quatrième vocation l'éducation des filles. Elle permet l'alphabétisation des filles[5].

### 1610
- François de Sales, évêque de Genève et Jeanne de Chantal fondent à Annecy l'ordre de la Visitation, qui accueillent les veuves[3].
- La congrégation des Visitandines se créé pour accueillir les jeunes filles et leur proposer une éducation conventuelle pour les filles de bonne famille[5].

### 1622
- Marie de Gournay réclame, dans son Égalité des Hommes et des Femmes, un meilleur accès à l’instruction pour toutes les femmes. Elle soutient que la femme n’est pas inférieure à l'homme par nature mais du fait de son éducation[3].

### 1630
- Louise Moillon (1610-1696) est une peintre de renom, de nature morte aux fruits. Quatre-vingt tableaux sont recensés[3].

### 1635
- Création de l'Académie française : les femmes en sont exclues[12].

### 1648
- Création de l'Académie royale de peinture et de sculpture. Les femmes y sont admises à partir de 1663[12].

### 1652
- La duchesse de Montpensier ferme les portes de la ville d'Orléans à l'armée royale de Louis XIV[3].

### 1659
- Les précieuses ridicules, pièce de Molière se moque des salons littéraires[3].

### 1663
- Les femmes sont admises à l'Académie royale de peinture et de sculpture, fondée en France en 1648. Elle accueille la première peintre dans la catégorie nature morte : Catherine Bouchardon[13]. Quinze femmes sont admises en 13O ans d'existence de l'académie[12].

### 1672
- Molière dans Les Femmes savantes, se moque d'une académie de femmes[3].

### 1673
- François Poullain de la Barre publie De l’Égalité des deux sexes, discours physique et moral où l’on voit l’importance de se défaire des préjugés. Il condamne les différences d'origine. Il prend parti pour l'égalité des sexes et des individus[14].

### 1674
- François Poullain de la Barre publie De l’Éducation des dames pour la conduite de l’esprit dans les sciences et dans les mœurs, entretiens[14].

### 1675
- François Poullain de la Barre publie De l’Excellence des hommes contre l’égalité des sexes[14].

### 1685
- À la suite de la révocation de l'édit de Nantes, le quiétisme et le jansénisme, deux mouvements religieux féminins contestent l'absolutisme royal[3].

### 1695
- Le 27 décembre, Madame Guyon, influencée par le quiétisme est arrêtée pour sa doctrine sur l'amour de Dieu de façon désintéressée. En 1706, elle  fonde une confrérie qui regroupe protestants et catholiques[3].

## XVIIIesiècle

### 1724
- Création de la Bourse de Paris. La présence des femmes y est proscrite jusqu'en 1967[15].

### 1740
- Émilie du Châtelet publie Institutions de Physique[16].

### 1747
- Françoise de Graffigny publie le premier roman épistolaire écrit par une femme Lettres d'une Péruvienne[17].

### 1750
- Pierrette Candelot, dite la veuve Perrin reprend la fabrique de faïence de son mari, à Marseille. Elle développe avec succès la manufacture[18].

### 1759
- Madame du Coudray parcourt la France pour enseigner l'obstétrique, avec un mannequin qu'elle a fabriqué. Elle forme plus de 5 000 femmes pendant 25 ans. En 1767, Louis XV lui accorde une pension et un brevet de maîtresse sage-femme[19].

### 1770
- Les quatre sœurs Louise, Marguerite, Robertine et Constance Delemer créent la manufacture de porcelaine d'Arras.

### 1783
- Élisabeth Vigée-Lebrun et Adélaïde Labille-Guiard sont reçues à l'Académie royale de peinture et de sculpture[3].

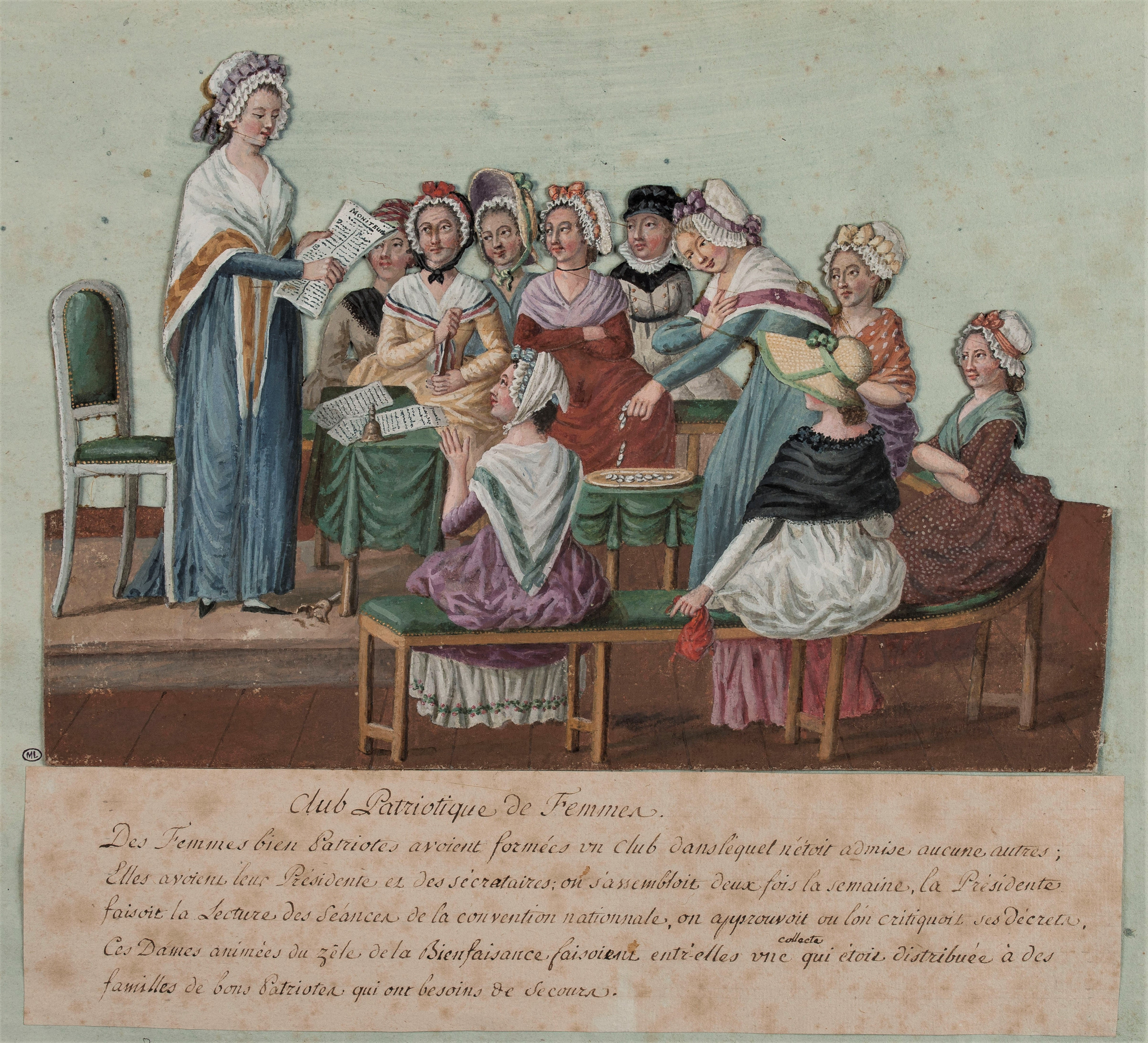
Gouache Jean-Baptiste Lesueur, Club Patriotique de Femmes.

### 1788

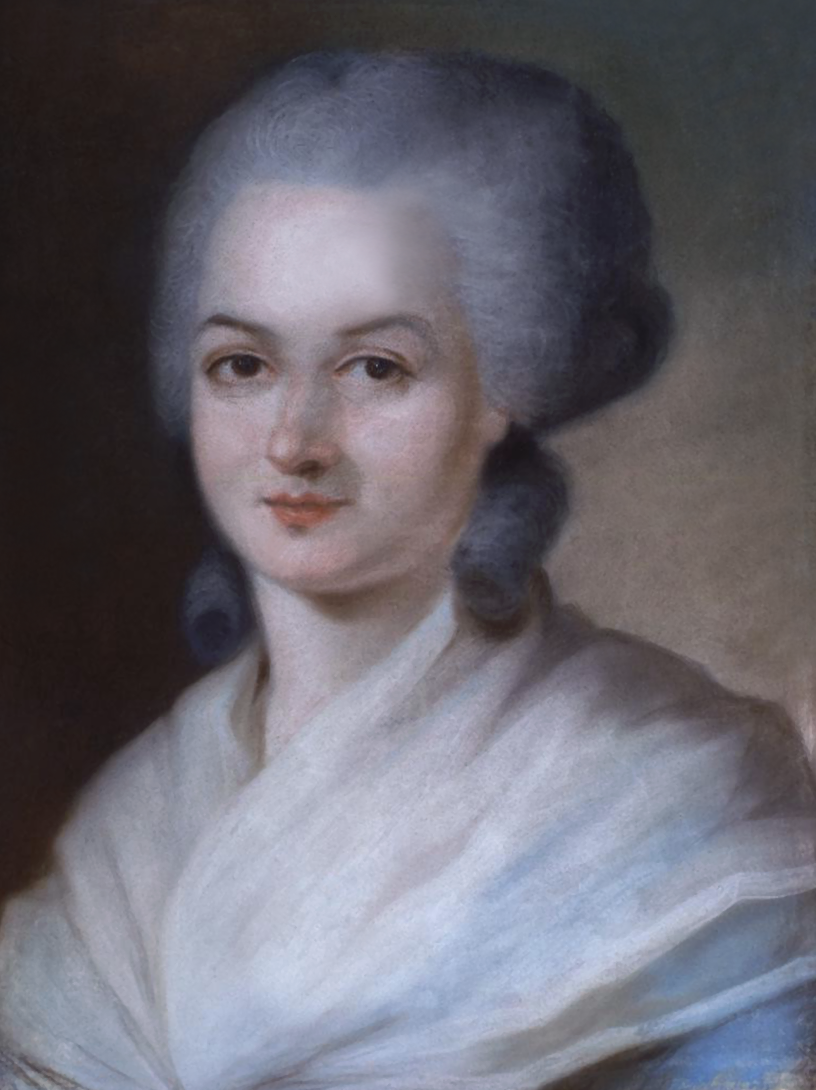
Pastel représentant Olympe de Gouges.

- Convocation des États généraux. Les femmes veuves ou nobles tenant fief prennent part au vote mais elles ne sont pas éligibles. Les femmes prennent une part très active à la rédaction des cahiers de doléances[20].

### 1789
- 26 août : la déclaration des droits de l'homme et du citoyen ne cite pas les femmes[5].
- 7 septembre : une délégation de femmes se rend à Versailles pour offrir leurs bijoux à la Nation[3].
- 5 et 6 octobre, Marche des femmes de Paris à Versailles, pour réclamer du pain à Louis XVI[21].
- Entre 1789 et 1793, on compte à Paris et en province 56 clubs de femmes[22].
- octobre : la loi sur les élections de décembre exclut les femmes du droit de vote[5].
- Les femmes sont actives en assistant dans les tribunes aux différentes assemblées et débats et en interrompant les orateurs. À partir de 1795, leurs adversaires les surnomment les tricoteuses[22].

### 1790
- Nicolas de Condorcet plaide pour le droit de vote des femmes dans Sur l’admission des femmes au droit de cité : « songez qu’il s’agit des droits de la moitié du genre humain »[20].
- Tous les enfants sont désormais égaux devant la succession, quel que soit leur rang de naissance et leur sexe[réf. souhaitée].

### 1791
- Le 23 mars 1791, Etta Palm d'Aelders fonde la Société patriotique et de bienfaisance des amies de la vérité, club de femmes. Il est actif jusqu'en 1792[22].
- Constitution du 3 septembre : le mariage est un contrat civil[23].
- Les femmes sont des citoyens passifs comme les affranchis, les libres métis et noirs, les pauvres et les domestiques[5].
- Olympe de Gouges réclame l’égalité politique entre hommes et femmes dans sa Déclaration des droits de la femme et de la citoyenne : « article 1. La femme naît libre et égale à l’homme en droits ». Elle est guillotinée deux ans plus tard, pour la publication d'une affiche jugée « attentatoire à la souveraineté nationale »[20].
- Instauration du suffrage censitaire (environ 4,3 millions d’électeurs pour 40 000 personnes éligibles). Les femmes sont exclues du corps électoral[24].
- Constitution du 3 septembre :  « La Royauté est indivisible, et déléguée héréditairement de mâle en mâle [...], à l'exclusion perpétuelle des femmes »[25].

### 1792
- Loi du 20 septembre : la loi établit le divorce par consentement mutuel sur simple allégation d'incompatibilité d'humeur ou de caractère [22].
- Le 6 mars, Pauline Léon remet une pétition signée par 319 femmes réclamant le droit de porter les armes[5].
- Les clubs politiques de femmes à Paris comme en province se radicalisent autour de la question de l’égalité politique[22].
- Le 20 juin 1792, Anne-Josèphe Théroigne de Méricourt est acclamée à la tribune des dames du Club des Jacobins. Elle revendique le droit des femmes à porter des armes comme les hommes[22].
- Mary Wollstonecraft publie La défense des droits de la femme mettant l'accent sur les apports de la Révolution sur la condition des femmes[26].

### 1793
- Fin des institutions royales : depuis 1663, date à laquelle à l'Académie royale de peinture et de sculpture s'ouvre aux femmes, quinze femmes ont pu y entrer[12].
- Le 3 avril , le port de la cocarde tricolore est obligatoire, pour les hommes. Des femmes demandent également à la porter. Cela déclenche une guerre de la cocarde, à l'Assemblée, dans les faubourgs[5].
- Le 13 mai 1793, Pauline Léon et Claire Lacombe fondent un club de femmes : la Société des citoyennes républicaines révolutionnaires[21].
- 24 juin : La Constitution déclare « Tout homme né et domicilié en France, âgé de 21 ans [...] est admis à l'exercice des Droits des citoyens français.», excluant ainsi les femmes de la citoyenneté[25].
- Le 21 septembre 1793, la nouvelle Convention décrète le port obligatoire de la cocarde pour les femmes[5].
- Le 7 octobre 1793, Claire Lacombe déclare à la barre de la Convention : Nos droits sont ceux du peuple, et si l’on nous opprime, nous saurons opposer la résistance à l’oppression[3].
- 16 octobre : Marie-Antoinette est guillotinée[5].
- 28 octobre : Des échauffourées ont lieu entre les républicaines révolutionnaires et les dames de la Halle sur le port de la cocarde[5].
- 30 octobre : un décret interdit les clubs et sociétés populaires de femmes[25].
- 3 novembre : Olympe de Gouges est guillotinée[5].
- 8 novembre : Manon Roland est guillotinée[5].

### 1794
- Le 2 avril, Claire Lacombe et Pauline Léon sont arrêtées[3].

### 1795
- Le 24 mai, un décret interdit les tribunes aux femmes et les attroupements de plus de cinq dans la rue[5].
- Le 25 octobre, l'Institut de France remplace les quatre académies royales. Les femmes en sont exclues ainsi qu'à l'École nationale des beaux-arts et à l'École des chartes[12].

## XIXesiècle

### 1800
- Loi du 7 novembre 1800 porte interdiction du port du pantalon pour les femmes. Cette loi est abrogée en 2013[27].
- Marie-Guillemine Benoist expose au salon Portrait d’une négresse. En 2019, le Musée d’Orsay modifie le titre en Portrait de Madeleine[13].

### 1801
- Sylvain Maréchal dépose un projet de loi portant défense d'apprendre à lire aux femmes[5].

### 1804
- Le Code civil français déclare la femme incapable juridiquement. Elle est sous la tutelle de ses parents puis de son mari. Elle doit le suivre à son domicile jusqu'en 1975. Elle lui doit obéissance jusqu'en 1938. Elle ne peut pas exercer une profession sans son autorisation jusqu'en 1965[28]. Le mari a tout pouvoir pour gérer les biens communs et les biens propres de son épouse. L'âge légal pour contracter un mariage est de 15 ans pour les femmes, 18 pour les hommes[5].
- art. 19 : une femme mariée prend la nationalité de son mari[25].

### 1806
- La première chaire universitaire d'obstétrique est attribuée à Jean-Louis Baudelocque. Les sages-femmes deviennent des auxiliaires des médecins accoucheurs[5].

### 1810
- Le Code pénal (art. 324, 337, 339) qualifie l'adultère de délit pour les femmes. L'adultère de l'épouse est puni d'une peine de prison de 3 à 24 mois. L'entretien d'une concubine au domicile conjugal est puni d'une amende de 200 à 2 000 francs[29].
- Le Code pénal (art.317) punit de réclusion les personnes qui pratiquent, aident ou subissent un avortement. Les médecins et pharmaciens impliqués sont condamnés aux travaux forcés[29].

### 1816
- La loi du 8 mai dite Bonald supprime le divorce. Il est rétabli en 1884[30].

### 1832
- Marie-Reine Guindorf et Désirée Gay fondent le journal La femme libre, premier journal féministe français[5].
- Loi du 28 avril : Le viol devient un crime, passible des travaux forcés[25]. La majorité sexuelle est fixée à 11 ans[31].
- Claire Démar, saint-simonienne, écrit l'Appel d'une femme au peuple sur l'affranchissement de la femme[32].

### 1833
- Fondation de Les Femmes libres, groupe de saint-simoniennes[32].
- George Sand publie Lélia, roman inspiré de sa passion pour une femme.

### 1835
- Flora Tristan publie L'Émancipation de la femme ou le testament de la paria[3].

### 1837
- Louise Dauriat, saint-simonienne est à l'initiative d'une pétition demandant la révision du code civil de 1804[5].

### 1838
- Création de la première école normale d'institutrices[25].

### 1848
- 5 mars. Deuxième République, suffrage universel pour les hommes[20].
- Eugénie Niboyet fonde le journal féministe La Voix des femmes[33].
- Fondation de clubs de femmes comme le Club de l'émancipation des femmes[34].
- Les Vésuviennes établissent une Constitution politique des femmes, dans laquelle le mariage est obligatoire pour les deux sexes, le partage des tâches ménagères. Les femmes portent le pantalon[35],[36]. Elles ont accès à tous les emplois publics, civils, religieux et militaires. Hommes et femmes effectuent un service civique et militaire[37].
- 26 juillet : la loi interdit aux femmes d'être membre d'un club et d'assister à tout débat public.

### 1849
- Jeanne Deroin est candidate aux élections législatives[32].

### 1850
- La loi Falloux fait obligation pour les communes de plus de huit cents habitants d'ouvrir et d'entretenir une école pour filles. L'enseignement comprend les travaux d'aiguilles[25].

### 1853
- Rosa Bonheur présente au salon un tableau de cinq mètres par deux : Le Marché aux chevaux[38].

### 1861
- Julie-Victoire Daubié est la première bachelière française, ce qui devait lui permettre l'accès à l'Université. La Sorbonne lui notifie son refus. Il lui faut attendre 1871 pour être autorisée à suivre les cours en Sorbonne[39].
- Emma Chenu est la première à obtenir le baccalauréat en sciences.

### 1862
- Elisa Lemonnier fonde la Société pour l’Enseignement professionnel des Femmes. Elle ouvre deux établissements dans Paris : rue de la Perle et rue de Rochechouart[32]. Il faut attendre la loi du 11 décembre 1880 pour que l'état régisse l'apprentissage professionnel[40].

### 1867
- À la suite de la loi Falloux de 1850, la loi du 10 avril 1867 (Victor Duruy) rend obligatoire une école de filles pour les communes de plus de cinq cents habitants. L'enseignement secondaire pour filles est créé[25].

### 1868
- Emma Chenu, deuxième bachelière en 1863, est la première Française à obtenir une licence (ès mathématiques) en France[41],[42].

### 1869
- Deux mille ouvrières de la soie se mettent en grève à Lyon[34].

### 1870
- Le mot "féministe" sert à désigner, en médecine, des hommes qui présentent des signes de féminité. Il est repris par Alexandre Dumas en 1872. Hubertine Auclert l'associe en 1882 à la lutte pour les droits et à l'amélioration des conditions des femmes[5].

### 1871
- Louise Michel est déportée à Nouméa. Elle est amnistiée en 1880[43].
- Julie-Victoire Daubié, première bachelière en 1861, est autorisée à suivre les cours en Sorbonne, année où elle obtient d'ailleurs sa licence ès lettres[39].

### 1872
- Alexandre Dumas fils utilise pour la première fois le mot féminisme. En 1882, Hubertine Auclert va l'associer au combat des femmes pour le droit de vote et l'égalité des sexes[3].

### 1873
- L'Académie Julian ouvre un atelier aux femmes dont le prix est le double de celui des hommes. L'École nationale supérieure des beaux-arts ne s'ouvrira aux femmes qu'en 1897[44].

### 1874
- Loi du 18 mars : le travail de nuit est interdit pour les enfants de moins de 13 ans[25]
- Loi du 19 mai : Le travail de nuit pour les femmes de 13 à 21 ans est interdit[25].
- Loi du 2 novembre : Le travail des femmes est interdit dans les mines et les carrières[25].
- Joséphine André, syndicaliste, fonde le Syndicat féminin de la couture, premier syndicat féminin[45].

### 1875
- Madeleine Brès devient la première femme docteure en médecine. L'accès des étudiantes au concours d'externat est effectif en 1882 et celui de l'internat en 1886[46].

### 1876
- Hubertine Auclert fonde Le Droit des femmes, groupe suffragiste qui devient Le Suffrage des femmes en 1883. Lors du congrès de Marseille, elle proclame : « Qui dit droit, dit responsabilité, la femme doit travailler, n'étant pas moins tenue de produire que l'homme, vu qu'elle consomme… qu'il y ait pour les deux sexes même facilité de production, et application rigoureuse de cette formule économique : à production égale, salaire égal »[32].

### 1878
- Maria Deraismes organise avec Léon Richer le Congrès international du droit des femmes. En 1882, elle fonde la ligue française pour le droit des femmes[3].

### 1879
- 9 août :  la loi Paul Bert rend obligatoire l'entretien d'une école d'instituteurs et d'une école d'institutrices dans chaque département français[25].

### 1880
- La loi Camille Sée institue un enseignement secondaire féminin d'État, de cinq ans avec un diplôme de fin d'études. Il comprend enseignement ménager et instruction morale. Il ne comprend pas les langues l'étude de la philosophie ni les langues anciennes, matières obligatoires au baccalauréat. Il faut attendre 1924 pour que filles et garçons reçoivent le même enseignement secondaire[43].
- Fondation de l'Union des femmes qui devient l'Union des femmes socialistes[34].

### 1881
- Ouverture de l'École normale des professeurs-femmes de Sèvres, pour former les enseignantes de l'enseignement secondaire féminin créé en 1880[43].
- Hubertine Auclert lance le journal La Citoyenne[32].
- Hélène Bertaux fonde l'Union des femmes peintres et sculpteurs, pour que les femmes accèdent aux statuts d'artistes et puissent suivre les cours à l'École nationale des beaux-arts. Ce sera fait par décret en 1897[3].
- Blanche Edwards est reçue au concours de l'externat en médecine. Des étudiants brûlent son effigie boulevard Saint-Michel[39].
- Loi du  9 avril portant création du livret de caisse d'épargne. Les femmes sont autorisées à ouvrir un livret et à y déposer de l'argent sans l'autorisation de leur mari, mais l'accord de celui-ci est nécessaire pour retirer de l'argent[47]. Il faut attendre 1910, pour qu'elles puissent retirer de l'argent[43].

### 1882
- Loi du 28 et 29 mars dite loi Jules Ferry : L'instruction primaire est obligatoire pour les enfants des deux sexes de six ans à treize ans[25].
- Hubertine Auclert reprend le mot "féministe" utilisé en 1872 par Alexandre Dumas fils et l'associe en 1882 à la lutte pour les droits et à l'amélioration des conditions des femmes[5].
- À la suite de la loi Camille Sée de 1880 instituant un enseignement secondaire féminin d'État, le premier lycée de jeunes filles ouvre à Montpellier. Il ne prépare pas au baccalauréat. Les jeunes filles qui veulent entrer à l'université complètent leur formation par des cours privés[43].
- Maria Deraismes fonde la Société pour l'amélioration du sort des femmes (SASF)[34].
- Léon Richer fonde la Ligue française pour le droit des femmes (LFDF). Elle s'autodissout en 1940[34].

### 1883
- Création de l'agrégation féminine distincte. Ce n'est qu'en 1960 qu'il y a fusion des deux agrégations[48].

### 1884
- Vingt-cinq étudiantes sont inscrites à La Sorbonne[39].
- Création de deux agrégations spécifiques pour les femmes : lettres et sciences[39].
- La loi Naquet rétablit le divorce pour faute[30].
- Clémence Royer, femme de sciences, donne des cours à la Sorbonne[32].

### 1885
- Liouba Bortniker est la première à obtenir l'agrégation masculine de mathématiques[49].

### 1886
- 30 octobre : L'enseignement primaire est donné par des instituteurs dans les écoles de garçons, des institutrices dans les écoles de filles[25].
- Dorothea Klumpke est la première à obtenir une licence en mathématique et astronomie à la Sorbonne. En 1893, elle soutient une thèse de doctorat en sciences mathématiques [50].

### 1889
- Paul Robin crée à Paris le premier centre d'information et de vente de produits anticonceptionnels[51].
- Le Congrès international pour le droit des femmes a lieu à Paris. Il se prononce pour les droits politiques[34].
- Le collège privé Sévigné prépare les jeunes filles au baccalauréat. Des professeurs des lycées de garçons complètent le programme[43].

### 1891
- Maria Martin crée le Journal des femmes[3].
- En juillet 1891, Marie-Louise Gagneur interpelle l'Académie française sur la féminisation des noms de métiers restés masculins, tels que « auteur, écrivain, orateur, docteur,... ». Sa demande est retoquée. Il faut attendre 2019, soit 128 ans plus tard, pour que l'Académie française accepte et préconise l'usage du féminin pour les noms de métiers[52].
- Création de la Fédération française des sociétés féministes (FFSF) pour regrouper les différentes associations[34].

### 1892
- Le travail de nuit est interdit à toutes les femmes, quel que soit leur âge.
- Le port du pantalon, interdit pour les femmes depuis le Directoire, est désormais possible à condition qu'elles tiennent à la main une bicyclette ou un cheval. Cette loi n'est abrogée qu'en 2013[27].

### 1893
- La femme mariée séparée de corps retrouve sa capacité civile[43].
- Le Droit humain est la première loge mixte[34]

### 1894
- 31 juillet : Les agrégations féminines créées en 1884 sont au nombre de quatre : lettres, histoire, mathématiques, sciences physiques et naturelles[39].
- Création de l'alliance nationale des Unions chrétiennes de jeunes filles (UCJF).

### 1896
- Alice Guy tourne La Fée aux choux, film de 20 mètres (1 minute 30). C'est le premier succès de Gaumont. Elle est la première à filmer des fictions[43].

### 1897
- Les femmes peuvent désormais témoigner dans les actes d'état-civil et dans les actes notariés[43].
- L'École nationale supérieure des beaux-arts de Paris s'ouvre aux femmes[53].
- Fondation du journal quotidien féministe La Fronde par Marguerite Durand. La revue cesse d'être publiée en 1903. Séverine publie quotidiennement Notes d'une frondeuse[43].

### 1898
- La loi permet désormais aux femmes d'être électrices au Tribunal de commerce.

### 1899
- Création du syndicat général des sténographes et dactylographes[45].

## XXesiècle

### 1900
- Le doctorat en droit qui permet d'exercer le métier d'avocat est accessible aux femmes depuis 1892. Jeanne Chauvin, docteure en droit en 1897, mène une bataille juridique pendant trois ans. Raymond Poincaré et René Viviani font voter la loi le 1er décembre 1900, autorisant les femmes à plaider. Jeanne Chauvin prête serment le 19 décembre et plaide son premier procès en 1901[43].
- 15 mars : à 56 ans Sarah Bernhardt joue le rôle d'un adolescent dans la pièce L'Aiglon, écrite par Edmond Rostand[43].
- Journée de travail de 10 heures pour les femmes et les enfants et 12h pour les hommes[25].
- Du  18 au 23 juin : le congrès international des œuvres et institutions féminines a lieu au Palais de l'économie sociale et des congrès
- Du 5 au 8 septembre : la ligue française pour le droit des femmes créée par Maria Deraismes en 1882, présidée par Maria Pognon organise le Congrès international de la condition féminine et des droits des femmes. La question du suffrage est posée[3].
- Premier roman de la série des Claudine, par Colette[43].
- Gabrielle Réval publie Les Sévriennes qui traite de l'émancipation des femmes[43].

### 1901
- 18 avril : à la suite de deux congrès de 1900, création du Conseil national des femmes françaises (CNFF), affilié au Conseil international des femmes. En 1920, le CNFF compte 148 sociétés et plus de 100 000 adhérentes[43].
- Première proposition de loi accordant le droit de vote aux femmes majeures, célibataires, veuves ou divorcées, mais pas aux femmes mariées[20].

### 1903
- Marie Curie reçoit le prix Nobel de physique pour la découverte de la radioactivité. C'est le premier prix Nobel créé en 1900 décerné à une femme.
- Isabelle Bogelot est la première femme nommée au Conseil supérieur de l'assistance et de l'hygiène publique, grâce au travail du Conseil national des femmes françaises
- Madeleine Pelletier est la première à présenter le concours d'internat des aliénés de la Seine. Elle soutient sa thèse en 1904[43].
- Nicole Groult et son frère Paul Poiret préconise l'abandon du corset et proposent des robes à taille haute[43]
- Loi du 3 avril, les maisons de tolérances sont autorisées sous contrôle policier. Quarante-trois ans plus tard, elles sont interdites en 1946[25].
- Le roman L'inconstante de Gérard d'Houville, pseudonyme de Marie de Heredia fait scandale[43].

### 1904
- Le Prix Fémina est le premier prix littéraire avec un jury féminin. Il s'oppose au prix Goncourt. Il est financé par Hachette. Il n'a pas vocation à couronner une femme[43].
- Le visage émerveillé d'Anna de Noailles fait scandale[43].

### 1905
- Les ouvrières de Haviland à Limoges se mettent en grève et demandent le départ du contremaître Penaud qui exerçait un droit de cuissage. Il y avait déjà eu des grèves de femmes contre les violences exercées sur elles au travail. La grève de Limoges est la première qui rencontre un écho national par son côté insurrectionnel[54].
- À Issoudun; les ouvrières se mettent en grève contre le harcèlement sexuel des contremaîtres[43].
- Première grève des sardinières à Douarnenez qui mobilisent 3 000 femmes. Elle demande à être payée à l'heure et non au mille de sardines traitées. Une deuxième grève a lieu en 1924[43].
- À Vizille, les ouvrières des soieries se mettent en grève pendant 54 jours pour réclamer un salaire plus élevé[43].
- Brochure de Madeleine Vernet sur l'amour libre[43].

### 1907
- Ouverture de la première école publique d'infirmière à l'hôpital de la Salpêtrière[43]
- La loi permet aux femmes d'être électrices aux tribunaux de prud'hommes. Seuls les hommes sont éligibles[25]
- Loi du 13 juillet : Pour les femmes mariées, le régime de séparation de biens s'appliquent sur les produits de leur travail et économies. Les femmes disposent de leur salaire[55].
- Hélène Picard publie L'instant éternel[43].

### 1909
- Lily Laskine, harpiste est la première instrumentiste à l'Orchestre de l'Opéra de Paris. Elle rencontre une forte opposition à sa nomination[43].
- La  loi Enguerand instaure le congé maternité d'un délai de 8 semaines non rémunéré. En 1913, la loi  accorde une indemnité. En 1928, la loi institue la gratuité des soins médicaux[56].
- Les salaires des instituteurs et des institutrices deviennent égaux : première application du principe énoncé par Hubertine Auclert : « à travail égal, salaire égal ».
- Le rapport Buisson propose à la Chambre des députés le droit de vote et d'éligibilité des femmes[20].
- Grande manifestation à Paris pour le droit de vote des femmes[20].
- Création de l'Union française pour le suffrage des femmes (UFSF)[20].
- Rappel de la loi du 7 novembre 1800. Le port du pantalon n'est plus un délit si la femme tient un guidon de bicyclette ou les rênes d'un cheval[27].

### 1910
- Les femmes mariées sont autorisées à retirer leur argent sans l'accord de leur mari sur le livret de Caisse d'Épargne. Elles avaient la possibilité d'ouvrir et de déposer de l'argent depuis 1881, mais pas d'en disposer[43].
- Les institutrices obtiennent la rémunération de leur congé de maternité.
- Marguerite Rouvière réussit le concours d'entrée en sciences physiques à l'école normale de la rue d'Ulm, réservée aux garçons. Le concours sera commun aux deux écoles Ulm pour les garçons et Sèvres pour les filles en 1985[48].

### 1911
- Au sein du syndicat CGT des employés, création d'une section féminine.
- Les employées des PTT obtiennent la rémunération de leur congé maternité
- Marie Curie reçoit le prix Nobel de chimie pour ses travaux sur le radium. Marie Curie est la première personne à obtenir deux prix Nobel.
- Madeleine Vionnet fait défiler ses mannequins sans corset. Le port du soutien-gorge et du pantalon délivre les corps des contraintes[43].
- Lucienne Heuvelmans est lauréate du grand prix de Rome en sculpture[43].

### 1912
- Valentine de Saint-Point publie le Manifeste de la femme futuriste en réponse à Marinetti[43].
- Jeanne Raison, étudiante lilloise est reçue première au concours masculin de grammaire[39].
- Élisabeth Fuchs organise les premières activités de scoutisme pour les filles, un an après les débuts du scoutisme masculin en France[57].

### 1913
- La loi 17 juin accorde une indemnité pour le congé maternité de 8 semaines créé en 1909. En 1928, la loi institue la gratuité des soins médicaux[56].
- Madeleine Pelletier publie L'éducation féministe des filles[43].
- Lili Boulanger reçoit pour la troisième fois le grand prix de Rome[43].
- Louis Couriau est exclu du syndicat des typographes parce qu'il n'a pas interdit à sa femme Emma de se syndiquer[43].

### 1914
- Louise Weiss est la première à réussir l'agrégation de lettres classiques[43].
- Nos éclaireuses est un tableau d'Amélie Beaury-Sorel qui représente des pionnières[44].

### 1915
- La modiste Coco Chanel raccourcit les jupes et supprime la taille[43].

### 1917
- Louise Bodin refonde le journal féministe La Voix des femmes de 1848[43].

### 1918
- L'École Centrale est ouverte aux femmes. Quatre femmes sont diplômées en 1920[43].

### 1919
- La Chambre des députés adopte une proposition de loi pour le vote des femmes, par 329 voix contre 95 : proposition refusée par le Sénat[20].
- Un baccalauréat féminin est créé [43].
- L'École supérieure de chimie de Paris et l'École supérieure d'électricité s'ouvrent aux femmes[43].

### 1920
- Décret du 26 mai : Les mères de familles nombreuses sont honorées par la création de la médaille d’honneur de la famille française. En 1929, elle donnera lieu à la création de la fête des mères[58].
- Les femmes mariées peuvent désormais adhérer à un syndicat sans l'autorisation de leur mari[43].
- La loi du 31 juillet alourdit les peines du code pénal de 1810 en cas d'avortement. L'avortement devient un crime, il est passible de la cour d'assises. Il redevient un délit en 1923. Cette loi sera abrogée en 1975[59].
- La loi du 31 juillet. Le recours à des méthodes contraceptives ainsi que la production, la vente, l'affichage, l'information, la publicité sont interdites et passibles d'amendes. Cette loi est abrogée en 1967, par la loi Neuwirth[25].
- Les agrégations de philosophie et de grammaires s'ouvrent aux étudiantes[43].

### 1921
- La Fédération Française des Eclaireuses, première association de scoutisme féminin, se constitue. Elle rassemblera les éclaireuses neutres, protestantes et israélites jusqu'en 1964[57].

### 1922
- Le Sénat refuse d'examiner la proposition de loi sur le vote des femmes, par 134 voix sur 156[43].
- Création d'un diplôme d'état pour les infirmières uniformisant la formation[43].

### 1923
- Les filles sont autorisées à se présenter au concours général[43].
- Loi du 27 mars correctionnalise l'avortement. L'avortement est un crime depuis 1920. Il redevient un délit. Les peines encourues sont alourdies. La loi de 1975 met fin à la pénalisation de l'interruption volontaire de grossesse[59].
- Jeanne Galzy reçoit le prix Fémina[43].
- Eileen Gray, expose à Paris au Salon des artistes décorateurs, dans un esprit d'avant-garde. Elle fait toute sa carrière en France[43].
- La souriante Madame Beudet de Germaine Dulac, cinéaste d'avant-garde rencontre le succès[43].

### 1924
- Le décret Bérard institue des horaires et des programmes d'études identiques dans les établissements secondaires de garçons et de filles. Le baccalauréat féminin créé en 1919 est supprimé[43].
- Une deuxième grève des sardinières à Douarnenez  démarre en novembre. Elles demandent une revalorisation de leur salaire[43].

### 1925
- Création de l'École polytechnique féminine[43].
- La Chambre des députés adopte par 389 voix contre 140 une proposition de loi instaurant le vote des femmes lors des élections municipales et cantonales[43].
- Tour de France suffragiste de Marthe Bray.
- Des candidates communistes sont élues aux municipales. Mme Variot siège par exemple au conseil municipal de Malakoff. Ces élues sont finalement écartées par les tribunaux[43].
- Sonia Delaunay ouvre une boutique et propose ses simultanés[43].
- Joséphine Baker se produit à Paris[43].

### 1927
- Les employés des deux sexes des PTT, de la Caisse des Dépôts et Consignations, et les professeurs du secondaire à niveau de diplôme égal ont désormais le même traitement.
- Loi du 10 août : Une Française mariée à un étranger n'est plus obligée de prendre sa nationalité[25].
- L’Assemblée vote une quatrième fois en faveur du droit de vote aux femmes par 396 voix contre 94. Le Sénat s'y oppose[20].
- Alexandra David-Neel publie Voyage d'une Parisienne à Lhassa[43].

### 1928
- Le congé de maternité de huit semaines, avec maintien du traitement, est étendu à toute la fonction publique.

### 1929
- Création de la Fête des mères[60].
- Charlotte Perriand expose au Salon d'Automne, la chaise longue à positions variables[43].
- Les états généraux du féminisme sont organisés par le Conseil nationale des femmes françaises, de même qu'en 1930 et 1931[43].
- Philippe Berthelot signe un décret autorisant les femmes à passer les concours d'admission dans les carrières diplomatiques et consulaires[43].
- Fondation de la Jeunesse étudiante chrétienne féminine[43].
- Sophie Taeuber participe à l'exposition Cercle et carré à Paris. Elle a réalisé en 1926 la décoration de l'Aubette à Strasbourg[43].

### 1931
- Marguerite Durand fait don de ses archives à la ville de Paris[43].
- Anna de Noailles est la première commandeure de la légion d'honneur créé 1802[43].

### 1932
- La Chambre des députés vote par 446 voix contre 60 une résolution invitant le gouvernement à faire pression sur le Sénat afin de rendre possible l’adoption du texte sur le droit de vote aux femmes. Sans suite[20].

### 1933
- Le guide Michelin décerne trois étoiles au restaurant tenu par la Eugénie Brazier à Lyon. C'est elle qui forme Paul Bocuse[43].

### 1935
- La Chambre des députés se prononce pour la cinquième fois pour le vote des femmes par 453 voix contre 124. Le Sénat rejette le projet de loi[20].

### 1935-1936
- Plusieurs communes organisent des scrutins parallèles mixtes aboutissant à faire élire des conseillères municipales supplémentaires ; à Louviers, dont le maire est Pierre Mendès France, six conseillères sont élues et siègent avec voix consultative[20].

### 1936
- Le 4 juin, Léon Blum nomme trois femmes dans son gouvernement. Il s'agit de Cécile Brunschvicg, présidente de l'UFSF, Suzanne Lacore et Irène Joliot-Curie[61].
- Le 30 juillet, la Chambre des députés se prononce pour la sixième pour le vote des femmes par 495 voix contre 0. Le gouvernement s'abstient. Le Sénat n'inscrira jamais ce texte à son ordre du jour[20].
- Création de l'Union des jeunes filles de France, par des militants communistes. Elle joue un rôle important dans la formation des responsables. Elle est dissoute en 1974[43].

### 1937
- Les femmes sont autorisées à enseigner le latin, le grec et la philosophie.
- Les femmes mariées peuvent obtenir un passeport sans l’autorisation de leur mari.

### 1938
- Loi du 18 février : L'article 213 du Code Civil de 1804 est réformé et supprime l'incapacité juridique des femmes. La phrase « la femme doit obéissance à son mari » est supprimée[62].

### 1939
- Décret du 29 juillet relatif à la famille et à la natalité alourdit les peines en cas d'avortement[63].
- Madeleine Pelletier, est arrêtée pour avoir pratiqué des avortements. Elle meurt six mois plus tard[43].

### 1940
- Un décret-loi de Vichy restreint l'accès des femmes à l'emploi public[25].

### 1941
- Les époux mariés depuis moins de 3 ans ne peuvent pas divorcer.

### 1942
- Loi du 15 février : l'avortement, qui était un délit devient un crime contre la sûreté de l'État. Il est puni de la peine de mort. Plus de 15 000 condamnations sont prononcées jusqu’à la Libération. Marie-Louise Giraud est condamnée à la peine de mort et exécutée en 1943[64].
- Le 23 juin. Le général de Gaulle déclare : « Une fois l'ennemi chassé du territoire, tous les hommes et toutes les femmes de chez nous éliront l'Assemblée nationale »[20].

### 1943
- Le 30 juillet : En application de la loi du 15 février 1942, Marie-Louise Giraud est guillotinée pour avoir aidé des femmes à avorter[64].
- Marthe Simard et Lucie Aubrac sont nommées membres de l'Assemblée consultative provisoire. C'est la première fois qu'une femme siège dans une assemblée parlementaire française[20].

### 1944
- 24 mars : Vote de l’Assemblée réunie à Alger du droit de vote pour les femmes par 51 voix sur 67[65].
- 21 avril : Charles de Gaulle signe l’ordonnance donnant le droit de vote et l'éligibilité aux femmes françaises sauf aux Algériennes musulmanes. Elles obtiennent le droit de vote en 1958[66].
- En novembre, l'Assemblée consultative provisoire à Paris, compte dix femmes.
- 18 novembre, fusion de plusieurs comités de femmes pour devenir l'Union des Femmes Françaises (UFF)[43].

### 1945
- La notion de « salaire féminin » est supprimée. « À travail égal, salaire égal » s'inscrit dans la législation française. Plusieurs lois rappellent ce principe en 1972, 1983 et 2005, notamment.
- 29 avril : premier vote pour les femmes françaises, lors des élections municipales[20].
- En octobre : premier vote féminin lors d'un scrutin national : 34 femmes élues membres de l'Assemblée nationale constituante[20].
- Loi instaurant le congé de maternité obligatoire et rémunéré de 8 semaines (2 semaines avant et 6 semaines après l’accouchement). Ce congé est rémunéré à hauteur de 50 % du salaire, 100 % pour les fonctionnaires[25].
- Elsa Triolet reçoit le prix Goncourt pour Le premier accroc coûte deux cent francs[43].

### 1946
- Loi du 13 avril dite Marthe Richard, les maisons de tolérances autorisées en 1903 sont interdites[25].
- 30 juillet : suppression du salaire féminin « Aucune distinction ne peut être faite entre les deux sexes » [43].
- Recrutement des premières hôtesses de l'air par concours, jusque là métier d'homme[43].
- Constitution du 27 octobre : Inscription du principe d'égalité des droits entre les femmes et les hommes dans le préambule. « La loi garantit à la femme, dans tous les domaines des droits égaux à ceux de l'homme »[25]
- La magistrature s'ouvre aux femmes[43].

### 1947
- Germaine Poinso-Chapuis est la première femme nommée ministre. Elle est ministre de la santé et de la population[43].
- Ouverture du premier magasin Prénatal à Saint-Denis. Il propose des vêtements pour femmes enceintes, des layettes et des vêtements pour les nouveau-nés, libérant les femmes de les faire elle-même[43].
- Nicole Vedrès réalise Paris 1900, long métrage remarqué qui fait le portrait de la société française[43].

### 1948
- Les femmes peuvent accéder aux professions auxiliaires de la justice[43].
- 8 mars : 100 000 femmes défilent[43].
- Les sculptures de Germaine Richier rencontre des réactions hostiles, dont le Christ qu'elle réalise en 1950[43].

### 1949
- Simone de Beauvoir plaide dans son livre Le Deuxième Sexe pour une autonomie de la femme. Son livre ouvre le champ d'une philosophie féministe.
- Elisabeth Schmidt devient la première pasteure de France[43].

### 1950
- Alix d'Unienville remporte le prix Albert-Londres[43].

### 1951
- La publication posthume des ouvrages de Simone Weil marque les contemporains. Normalienne et agrégée de philosophie, pour son ouvrage La Condition ouvrière, elle travaille comme ouvrière d'usine, de façon à se confronter à la réalité[43].
- Jacqueline Audry réalise Olivia interprétée par Edwige Feuillère[43].
- La profession d'infirmière s'ouvre aux hommes[43].

### 1952
- Le docteur Fernand Lamaze, introduit à la maternité des Bleuets, la méthode médico-psycho-prophylactique dite accouchement sans douleur[43].

### 1954
- Publication de Bonjour tristesse de Françoise Sagan qui fait scandale en raison qui rencontre le succès et le scandale[43].

### 1955
- Décret du 28 novembre : l'avortement thérapeutique est autorisé[67].
- La pointe courte, premier film d'Agnès Varda, reçoit un bon accueil de la critique[43].
- La revue Antoinette dirigée par Madeleine Colin est destiné aux travailleuses. Elle se fait l'écho des luttes de la CGT[43].

### 1956
- Création le 8 mars  de « la maternité heureuse » qui devient le « Planning familial » en 1960[43].

### 1958
- Les Algériennes musulmanes obtiennent le droit de vote en 1958[66].

### 1959
- 0uverture de l'École des ponts et chaussées aux femmes[43].
- Jeanne Levy est la première titulaire d'une chaire de médecine[43].

### 1960
- Les mères célibataires peuvent avoir un livret de famille[43].
- 28 juillet, la France ratifie la résolution 317 du 2 décembre 1949 des Nations unies concernant la répression de la traite des êtres humains et de l'exploitation de la prostitution[25]. La France devient un pays abolitionniste[43].
- Les agrégations féminines et masculines fusionnent pour ne former qu'un seul concours[48].

### 1961
- Première chauffeuse d'autobus[43].

### 1962
- Marguerite Perey rentre à l'Académie des sciences[43].

### 1963
- Les serviettes hygiéniques disponibles uniquement en pharmacie sont vendues en supermarché[43].
- La mixité des élèves est instituée, par décret, comme le régime normal des Collèges d'enseignement secondaire.
- Nicole Questiaux est maître des requêtes au Conseil d'État[43].

### 1964
- Exposition des œuvres de Sonia Delaunay au Louvre. C'est la première exposition d'une artiste de son vivant[43].

### 1965
- Loi du 13 juillet 1965 : chaque époux a la pleine capacité de ses droits. Une femme peut avoir un emploi et un compte en banque sans avoir besoin de l'autorisation de son mari. Elle dispose librement de ses biens propres[68].

### 1966
- La loi interdit de licencier une femme enceinte et pendant les 12 semaines suivant l'accouchement.

### 1967
- 28 décembre. Abrogation de la loi du 31 juillet 1920. La contraception et sa diffusion sont autorisées par la loi Neuwirth[69]. Les décrets d'application sont publiés en 1969 et 1972[43].
- Les femmes sont autorisées à pénétrer dans la Bourse de Paris[15].
- Création du groupe FMA pour Féminin, Masculin, Avenir qui devient Féminisme, Marxisme, Action en 1970[70].
- Jacqueline Dubut est la première pilote de ligne[43].

### 1968
- Alice Saunier-Seïté est doyenne d'Université à Brest. En 1973, elle est la première rectrice d'académie. En 1975, elle est ministre des Universités[43].

### 1969
- Monique Wittig publie aux éditions de minuit  le roman Les guérillères[34].
- Françoise Chandernagor est majore de l'ENA[43].
- Maud Mannoni ouvre l'École expérimental de Bonneuil pour les enfants atteints de troubles psychiques[43].

### 1970
- La loi dispose que désormais « les deux époux assurent ensemble la direction morale et matérielle de la famille » : c'est la fin de la notion de « chef de famille » et de la puissance paternelle, remplacées par l'autorité parentale. Le mari reste le chef de famille sur le plan fiscal et social[43].
- Ouverture de l'École polytechnique aux femmes[43].
- Le congé maternité est indemnisé à 90 % du salaire brut par la sécurité sociale[25].
- 26 aout : Une dizaine de femmes, dépose une gerbe à l'Arc de Triomphe avec pour slogans « Un homme sur deux est une femme » et « Il y a encore plus inconnu que le soldat, sa femme » [34].
- Automne : des femmes se réunissent  tous les quinze jours aux Beaux-Arts ce qui donne naissance au Mouvement de Libération des Femmes.
- Automne :  Libération des femmes, année zéro, numéro spécial de la revue Partisans, est réalisé uniquement par des femmes et rassemble des témoignages de militantes anonymes Françaises et des Américaines[70].
- Le groupe FMA pour Féminin, Masculin, Avenir créé en 1967 devient Féminisme, Marxisme, Action. Il donne naissance avec d'autres groupes féministes au MLF en 1971[34].
- Ariane Mnouchkine dirige une compagnie de théâtre[43].

### 1971
- À la suite des réunions aux Beaux-Arts de 1970, le Mouvement de libération des femmes (MLF), mouvement informel, féministe, autonome, non-mixte publie Le torchon brûle. Il revendique la libre disposition du corps des femmes et remet en question la société patriarcale. Le mouvement prendra fin en 1979[34].
- Publication dans Le Nouvel Observateur du « Manifeste des 343 » regroupant les signatures de 343 femmes affirmant avoir été avortées, appelant les autorités à prendre en compte cette réalité et réclamant l’avortement libre et gratuit. En 1973, 331 médecins s'accusent d'avoir pratiqué des avortements à la demande de leurs patientes[34].
- Dans l'enseignement supérieur, les filles rattrapent les garçons en nombre.

### 1972
- Loi du 3 janvier : l'enfant acquiert le nom de celui de ses deux parents à l'égard de qui sa filiation est établie, le nom du père si sa filiation est établie simultanément[71].
- Égalité des droits des enfants légitimes et naturels[43].
- La loi réaffirme le principe de l'égalité de rémunération entre les hommes et les femmes, pour des travaux de valeur égale[43].
- Huit femmes sont reçues à Polytechnique ; la majore de la promotion est Anne Chopinet[43].
- mars-avril : décret d'application portant reconnaissance législative des centres de planning familial[25].
- 8 novembre Procès de Bobigny : en application de la loi de 1920, Marie-Claire mineure est jugée pour avoir avorté à la suite d'un viol. Les débats de ce procès sont relayés par les féministes et la presse. L'écho de ce procès va ouvrir les débats sur la dépénalisation de l'interruption de grossesse qui est votée en 1975[72].
- Marcelle Campana est la première ambassadrice. Elle est nommée au Panama[43].

### 1973
- À la suite de la publication du « Manifeste des 343 » en 1971, 331 médecins s'accusent d'avoir pratiqué des avortements à la demande de leurs patientes[34].
- Avril : Le Mouvement pour la liberté de l’avortement et de la contraception (MLAC) est créé à la suite du manifeste des 331 médecins dans le but de légaliser l'interruption volontaire de grossesse par des militantes du Planning familial, du Mouvement de libération des femmes et des médecins[34].
- Histoires d'A, documentaire réalisé par Charles Belmont et Marielle Issartel sur l'avortement est interdit. Des copies du film sont massivement diffusées[43].
- Loi du 9 janvier : le mariage n'exerce aucun effet sur la nationalité. Les époux transmettent leur nationalité à leurs enfants[25].
- L'éducation sexuelle fait son apparition dans les programmes scolaires.
- Jacqueline de Romilly est la première professeure au Collège de France[43].
- Olympe Nahmias ouvre son restaurant à Paris. Elle convainc la critique. Elle est reconnue comme une chef de file de la nouvelle cuisine[43].
- « La moitié des Lip sont des femmes ». Pendant la grève et la période du projet autogéré, les femmes prennent conscience des inégalités entre les femmes et les hommes. Elles témoignent de leur difficulté à se faire entendre et vont s'organiser de manière autonome[43].

### 1974
- Création d’un secrétariat d’État à la condition féminine, attribué à Françoise Giroud. Il est supprimé en 1976[25].
- La pilule est remboursée par la sécurité sociale. Les mineures peuvent l'obtenir gratuitement au centre de planification.
- 20 décembre. Vote par l’Assemblée et adoption de la loi Veil sur l'IVG par 277 voix contre 192[73].
- Danielle Décuré est la première pilote embauchée par Air France[43]
- Arlette Laguiller est la première candidate à une élection présidentielle[43].
- Florence Hugodot est la première sous-préfète[43].
- Simone de Beauvoir, Anne Zelensky et Annie Sugier fondent la Ligue du droit des femmes[43].

### 1975
- Loi no 75-17 du 17 janvier : promulgation de la loi Veil autorisant l'interruption volontaire de grossesse pour cinq ans[73]. La loi sur l'avortement est adoptée définitivement en 1979.
- Loi no 75-620 du 11 juillet relative à l'éducation dite loi Haby :  réaffirme l'obligation de mixité dans l'enseignement primaire et secondaire, tant pour les élèves que pour les enseignements[74].
- La loi sanctionne désormais les discriminations fondées sur le sexe, en particulier en matière d'embauche, et garantit l'accès à l'emploi des femmes enceintes.
- Loi du 11 juillet soumet à un accord commun entre les époux le choix du domicile conjugal[75].
- Loi du 11 juillet portant réforme du divorce : Instauration du divorce par consentement mutuel, pour faute ou rupture de la vie commune. Création d'une prestation compensatoire pour contrebalancer la disparité crée entre les époux par le divorce[75].
- Ouverture du premier foyer d'hébergement dénommé Flora Tristan pour femmes battues à Clichy[76].
- 118 chemisières, de la CIP (Confection industrielle du Pas-de-Calais) mènent une grève de juillet 1975 à décembre 1978[77].
- Une centaine de prostituées de Lyon occupent l'église de Saint-Nizier[43].

### 1976
- Le secrétariat d’État à la condition féminine, créé en 1974 est supprimé. Il est recréé en 1978[25].
- Quatre femmes sont nommées commissaire de police[43].
- Simone Rozès préside le tribunal de Paris. En 1984, elle dirige la cour de cassation[43].
- Valérie André médecin et pilote militaire est nommée générale des armées[43].

### 1977
- Création du « congé parental d'éducation » pour les femmes dans les entreprises de plus de 200 salariés.
- Monique Wittig initie la recherche sur le genre en France. Elle participe à la fondation de la première revue francophone d’études féministes : Questions féministes qui en 1980 devient Nouvelles Questions féministes[34].

### 1978
- Secrétaire d’État chargée de l'Emploi féminin est créé. Il devient ministère en 1981.
- Le 3 mai : Le verdict du procès d'Aix-en-Provence tombe. Anne Tonglet et Araceli Castellano sont reconnues victimes de viol. Les violeurs sont condamnés. Ce procès a lieu dans un climat de haine et de violence. Il marque une prise de conscience de la gravité des viols et de leurs conséquences sur les victimes. La loi sur le viol est modifiée en 1980[78].
- Danièle Carré-Cartal remporte le titre de meilleure sommelière de France[43].
- L'École de l'air de Salon-de-Provence s'ouvre aux femmes[43].
- Evelyne Sullerot et Odette Thibault  publient Le fait féminin[43].

### 1979
- Loi du 2 janvier : l'interdiction du travail de nuit est supprimée pour les femmes occupant des postes de responsabilité[25].
- Premier festival international de films de femmes à Sceaux qui devient en 1985 Festival international de films de femmes de Créteil[43].
- Antoinette Fouque, Marie-Claude Grumbach et Sylvina Boissonnas déclarent à la préfecture une association du nom de « Mouvement de libération des femmes - MLF ». Ce même nom est également inscrit comme marque commerciale à l’Institut de la propriété industrielle et commerciale. Le MLF, qui n’appartenait jusque là à personne et n'avait pas de structure officielle, devient par cet acte la propriété privée de quelques-unes, interdisant à toutes les autres femmes de s’en réclamer. Le tollé est général et signe la fin de MLF[70].
- Yvonne Choquet-Bruhat est la première élue à l'Académie des sciences[43]

### 1980
- Le congé maternité est porté à 16 semaines minimum avec versement du salaire. À partir du troisième enfant, le congé maternité minimum est de 24 semaines[25].
- Questions féministes fondées en 1977 devient Nouvelles Questions féministes[34].
- 6 mars : Marguerite Yourcenar est la première académicienne. Jacqueline de Romilly est la deuxième en 1987[43].
- La loi du 23 décembre : à la suite de la condamnation des violeurs au procès d'Aix-en-Provence en 1978, le viol devient un crime et il est défini de façon précise : « Tout acte de pénétration sexuelle de quelque nature qu’il soit, commis sur la personne d’autrui, par violence, contrainte ou surprise est un viol »[79].
- Micheline Colin est la première capitaine des sapeurs-pompiers[43].

### 1981
- Création du ministère chargé des droits de la femme dirigé par Yvette Roudy. Il disparaît en 1986[34].
- Le CNRS met en place un programme de recherches sur les femmes et de recherches féministes[34].
- Création de La Maison des Femmes à Paris, espace laïque, ouvert à toutes les femmes qui lutte et agit contre les violences masculines faites aux femmes et contre toute forme de discriminations et sexisme[80].
- Nicole Pradain est la première procureure générale. Elle est nommée à Riom[43].
- Trois femmes sont candidates aux élections présidentielles : Arlette Laguillier, Marie-France Garaud et Huguette Bouchardeau[43].

### 1982
- 8 mars : La Journée internationale des femmes est reconnue officiellement[81].
- mars : les premiers États généraux des femmes de tous les pays, contre la misogynie ont lieu à La Sorbonne. Les États généraux suivants ont lieu en 1989[82].
- Les femmes d'artisans ou de commerçants peuvent choisir entre trois statuts : conjoint collaborateur, salarié ou associé.
- Loi du 31 décembre : L'interruption volontaire de grossesse est remboursé par la Sécurité Sociale[51].
- Un projet de loi prévoit d'instaurer un quota de 25 % de femmes pour les listes de candidatures. Elle est rejetée par le Conseil constitutionnel.
- Loi du 29 décembre : La notion de chef de famille est supprimée du code général des impôts et les époux doivent signer conjointement la déclaration de l'ensemble des revenus. Il faut attendre 1985 pour que la femme mariée puisse gérer les biens de la communauté[83].
- Yvonne Brucker est la première femme à conductrice de métro[43].
- Le colloque Femmes, féminisme, recherche qui a lieu à Toulouse marque le caractère légitime des recherches féministes et la reconnaissance de sa nécessité par l'université et les institutions[33].

### 1983
- Loi Roudy sur l'égalité professionnelle hommes/femmes. Rappel de la notion « à travail égal, salaire égal ». Interdiction de mentionner dans une offre le sexe ou la situation de famille du candidat ou de la candidate recherchée[25].
- Loi du 13 juillet fait obligation à l'employeur de mentionner les deux genres dans une offre d'emploi[25]
- Ratification par la France de la Convention sur l'élimination de toutes les formes de discrimination à l'égard des femmes de 1979.
- Martine Rolland est la première guide de haute-montagne[43].

### 1984
- Loi du 4 janvier : Le congé parental est ouvert à chacun des parents salariés sans distinction de sexe[25].
- La loi confie aux deux parents la gestion conjointe des biens de leurs enfants mineurs.
- Simone Rozès est la première présidente de la cour de cassation[43].
- Florence Micharoff est la première croupière[43].

### 1985
- Les femmes sont autorisées à intégrer le corps des agents de change. Sylvie Girardet est la première agente de change[15].
- Les biens communs et ceux des enfants sont gérés conjointement pour les couples mariés[43].
- Loi du 23 décembre : toute personne peut ajouter à son nom à titre d'usage le nom de celui des parents qui ne lui a pas transmis son nom[84].
- Création de Association européenne contre les violences faites aux femmes au travail (AVFT) pour la prise en compte par les pouvoirs publics du harcèlement sexuel dont les femmes sont victimes et ouverture d'un numéro d'appel.
- La fusion des deux écoles normales, celle de la rue d'Ulm réservée aux garçons et celle de Sèvres pour les filles fusionnent. Il y a un seul concours d'entrée avec classement unique à partir de 1986[48].

### 1986
- Le Collectif féministe contre le viol créé en 1985 ouvre un numéro d'appel pour venir en aide aux femmes[85].
- 11 mars : Circulaire relative à l'emploi du féminin pour les noms de métiers et fonctions[86].
- Le 2 septembre : Eva Thomas témoigne sur l'inceste aux Dossiers de l'écran[87].
- Le ministère des droits des femmes disparaît. Il est recréé en 1988[25].

### 1987
- Solidarité Femmes crée en 1981, pour lutter contre les violences faites aux femmes devient la Fédération nationale Solidarité Femmes. En 1992, elle ouvre le service téléphonique national d'écoute[34].
- Loi instaurant l'autorité parentale conjointe pour les enfants naturels ou de parents divorcés[43].

### 1988
- Le ministère des droits des femmes est recréé à la suite de sa disparation en 1986. Il disparaît en 1993[25].
- Les infirmières se mettent en grève et demandent la revalorisation de leur métier. Elles sont 50 000 à manifester le 3 novembre[43].
- La pilulle abortive RU 486 est utilisée comme alternative à l'avortement mécanique[88].

### 1989
- 10 juillet : les écoles, collèges, lycées et les établissements d'enseignement favorise l'égalité entre les hommes et les femmes[25].
- mars : Les deuxièmes États généraux des femmes. Les premiers avaient eu lieu en 1982[89].
- La célébration du bicentenaire de la Révolution française est l'occasion de célébrer les femmes révolutionnaires[43].
- Dominique Godineau publie Citoyennes tricoteuses qui décrit la vie quotidienne des femmes et leurs participations à la Révolution[43].

### 1990
- Création de la Coordination des associations pour le droit à l'avortement, très active jusqu'en 2000[34].
- Arrêt du 5 septembre : La Cour de cassation reconnaît le viol entre époux[90].
- Michelle Perrot dirige avec Georges Duby (1990-1992) l’Histoire des femmes en Occident en cinq volumes qui marque l’émergence de l’histoire des femmes et du genre, en France[34].

### 1992
- La loi du 2 novembre loi Neiertz sanctionne le harcèlement sexuel sur le lieu de travail[25].
- La loi du 22 juillet réprime les violences conjugales. Aggravation des peines pour les époux ou concubins coupables de violences familiales[91].
- Fédération nationale Solidarité Femmes, crée en 1987 ouvre le service téléphonique national d'écoute 3919, pour venir en aide aux femmes victimes de violences[92].

### 1993
- Le ministère des droits des femmes disparaît. Il est recréé en 1998[25].
- Loi du 8 janvier : L'autorité parentale devient conjointe, quelle que soit la situation maritale des parents[93].

### 1996
- Françoise HÉRITIER anthropologue publie Masculin, Féminin. La pensée de la différence. Ses travaux portent sur les structures, organisations de la société, principes sur lesquels se fonde la hiérarchie des sexes[94].

### 1997
- Création de Mix-Cité, association mixte féministe, antisexiste et universaliste. Elle est dissoute en 2013[95].

### 1998
- 17 novembre :  Le secrétariat des droits des femmes disparu en 1993 est recréé. Il disparaît en 2002[25].
- 8 mars : Circulaire relative à la féminisation des noms de métiers, fonction, grade ou titre[96].
- Projet de loi sur la parité adoptée en première lecture à l'assemblée nationale. Cette loi détermine « les conditions dans lesquelles est organisé l'égal accès des femmes et des hommes aux mandats électoraux et fonctions électives ». En décembre, le gouvernement rend public un projet de loi qui prévoit 50 % de candidates pour les scrutins de liste. Pour les élections législatives, les partis doivent également présenter 50 % de femmes, sous peine de sanctions pécuniaires[97].

### 1999
- En janvier, le Sénat rejette le texte sur la parité en politique parce que cela aurait pour effet de distinguer l'électorat, ce qui est contraire à l'universalisme républicain[97].
- La loi constitutionnelle du 8 juillet relative à l’égalité entre les hommes et les femmes ajoute à l’article 3 de la Constitution le principe selon lequel la loi « favorise l’égal accès des femmes et des hommes aux mandats électoraux et fonctions électives. ». Cet article permet d'introduire la parité dans la loi[98].

## XXIesiècle

### 2000
- Le 6 juin 2000, à la suite de la révision de la constitution du 8 juillet 1999, le principe de parité est inscrit dans la loi. Elle contraint les partis politiques à présenter un nombre égal d’hommes et de femmes lors des scrutins de liste et prévoit une retenue sur la dotation financière pour les partis qui ne respectent pas ce principe[99]. Il faut attendre 2017 pour voir le nombre de femmes dépasser 30% à l'Assemblée Nationale[100].
- Loi sur la contraception d'urgence : la pilule du lendemain en vente libre en pharmacie. Elle est gratuite pour les mineures[101].
- Les études de genre en France se multiplient et s'ouvre à d'autres disciplines, littérature, sexualités, masculinités, anthropologie, histoire[34].

### 2001
- Loi du 4 juillet : Le délai légal pour procéder à un avortement passe de 10 à 12 semaines[102].
- La Pensée Straight de Monique Wittig parue en 1992 aux États-Unis est publié en France[103].

### 2002
- Disparition du Ministre déléguée à la Parité. Il faut attendre 2012 pour avoir une institution aux droits des femmes au sein du gouvernement[25].
- Loi du 4 mars : « Lorsque la filiation d'un enfant est établie à l'égard de ses deux parents [...], ces derniers choisissent le nom de famille qui lui est dévolu ». Depuis cette loi, les mères peuvent transmettre leur nom à leurs enfants au même titre que les pères[104].
- Arrêté du 12 décembre : Tous les emplois de l'armée sont ouverts aux femmes, sauf les postes à bord de sous-marin et les postes de sous-officiers de la gendarmerie mobile[25].

### 2003
- Fondation de l’association féministe et mixte  « Ni pute, ni soumise » et de la marche des femmes des quartiers contre les ghettos et pour l’égalité[105].

### 2005
- L'ouvrage Masculinities de Raewyn Connell est publié en français en 2005, soit 20 ans après sa première édition[106].

### 2006
- Loi du 4 avril : L'âge légal du mariage est porté à 18 ans quel que soit le sexe. Il était de 15 ans pour les femmes depuis 1804[107].
- Virginie Despentes publie King Kong Théorie chez Grasset. Elle reprend l’idée de Judith Butler selon laquelle le genre est performatif : il n’existe que des performances, des mises en scène de la masculinité et de la féminité[108].
- La loi du 31 janvier 2007 impose une alternance stricte femmes-hommes dans la composition des listes électorales municipales[109].

### 2008
- Loi constitutionnelle du 23 juillet : L’article 1er de la Constitution est complété par un alinéa ainsi rédigé : « La loi favorise l’égal accès des femmes et des hommes aux mandats électoraux et fonctions électives, ainsi qu’aux responsabilités professionnelles et sociales. » Cette modification permet de légiférer sur la présence de chacun des deux sexes au sein des conseils d’administration et de surveillance des entreprises cotées(loi no 2011-103 du 27 janvier)[110].
- Loi du 27 mai 2008 transpose la directive 2006/54/CE du Parlement européen et du Conseil du 5 juillet 2006 relative à la mise en œuvre du principe d’égalité de traitement entre les femmes et les hommes en matière d’emploi et de travail . Elle reconnaît le harcèlement moral et le harcèlement sexuel comme ayant un caractère discriminatoire, sexiste[111].

### 2009
- De mai 2009 à mai 2010, l'exposition Elles@centrepompidou présente au public les œuvres de plus de 200 artistes femmes du vingtième siècle. Cette exposition a eu un impact sur la visibilité du phénomène d'invisibilisation des artistes femmes[112].

### 2010
- Loi du 9 juillet :  Première loi relative aux violences faites spécifiquement aux femmes[113].
- De nouveaux journaux papier ou en ligne font leur apparition : Clara Magazine, Femmes ici et ailleurs, Les Nouvelles News, Causette, 50/50, mademoiselle.com, Cheek Magazine, Terrafemina[33].

### 2011
- La loi no 2011-103 du 27 janvier  instaure un objectif minimal à atteindre en 2017 de 40% d’un des deux sexes au sein des conseils d’administration et de surveillance des entreprises cotées[114].
- 7 juillet : La PMA (Procréation Médicalement assistée) ou AMP (Assistance Médicale à la Procréation) est réservée au couple hétérosexuel stéril, dont les deux membres sont vivants, en âge de procréer, excluant les femmes lesbiennes en couples et les femmes célibataires[115]. Elle devrait être ouverte à toutes les femmes sans distinction en 2020[116].

### 2012
- Création d'un ministère aux droits des femmes, institution disparue en 2007[117].
- 21 février : La circulaire no 5575/SG  « Mademoiselle », « nom de jeune fille », « nom patronymique », « nom d’épouse » et « nom d’époux » des documents administratifs en leur substituant respectivement les termes « Madame, « nom de famille » et « nom d’usage »[118].
- mai : premier gouvernement paritaire[119].
- 6 août : Loi 2012-954 définissant le harcèlement sexuel « Le harcèlement sexuel est le fait d'imposer à une personne, de façon répétée, des propos ou comportements à connotation sexuelle qui soit portent atteinte à sa dignité en raison de leur caractère dégradant ou humiliant, soit créent à son encontre une situation intimidante, hostile ou offensante »[120].

### 2013
- 3 janvier : Création du Haut Conseil à l'égalité entre les femmes et les hommes, institution indépendante consultative pour éclairer les politiques publiques[121].
- 31 janvier : Abrogation de l'ordonnance du 7 novembre 1800 modifiée en 1909 portant interdiction du port du pantalon pour les femmes[27].
- Avec les journées d’étude consacrées à la masculinité hégémonique à l’EHESS, les masculinités, sujet d'études depuis les années 1980 dans les pays anglo-saxons trouvent un écho en France. C'est le début d'une réflexion et des études en genre sur les masculinités en France[122].

### 2014
- Les postes à bord des sous-marins dans l'armée ne sont plus interdits aux femmes. Quatre femmes intègrent ce corps en 2018[123].
- Création de l'institut Women Safe à Saint-Germain-en-laye qui prend en charge les femmes et les enfants victimes de violence[124].
- 4 août : LOI no 2014-873 du 4 août 2014 pour l’égalité réelle entre les femmes et les hommes[125].
- Création des collectifs afroféministes Afrofem et Mwasi[33].

### 2015
- septembre : l’association HF, pour l'égalité des femmes et des hommes dans les arts et la culture organise les Journées du matrimoine pour faire découvrir les femmes oubliées de l'histoire[126].
- Germaine Tillion et Geneviève de Gaulle Anthonioz entrent au Panthéon portant à quatre avec Sophie Berthelot et Marie Curie, le nombre de femmes au Panthéon. En 2018, Simone Veil entre au Panthéon[127].

### 2016
- Janvier 2016, aucune femme ne figure sur la liste des trente nommés pour le Grand Prix, au festival d'Angoulême. Le Collectif des créatrices de bande dessinée contre le sexisme s'insurge provoquant une prise de conscience[128].
- 13 avril : LOI no 2016-444 visant à renforcer la lutte contre le système prostitutionnel et à accompagner les personnes prostituées[129].
- juin 2016 : inauguration de la Maison des Femmes à Saint-Denis, structure de soins associée au Centre Hospitalier Delafontaine. Elle accueille toutes les femmes vulnérables ou victimes de violence[130].

### 2017
- Juin élections législatives :  224 femmes sont élues députées représentant 38,6% des membres de l'Assemblée Nationale[100].
- Rentrée scolaire : Pour la première fois, l'appareil génital féminin dont le clitoris est correctement représenté dans un manuel scolaire pour les classes de 4ème[131].
- Octobre : Le mouvement #MeToo est  mondial. En France, de nombreuses femmes racontent sur Twitter, via les mots-dièse #MeToo ou #BalanceTonPorc, le harcèlement sexuel, les agressions sexuelles, les viols dont elles ont été victimes. Ce qui a pour effet une augmentation du nombre de plaintes[132].
- Septembre, le podcast Les Couilles sur la table, créé et animé par Victoire Tuaillon interroge les masculinités afin de comprendre pourquoi les inégalités perdurent[133]. De nombreux podcasts féministes, La Poudre, Un podcast à soi, Les sales gosses et d'autres renouvellent les médias féministes[134].

### 2018
- juin : Madame de La Fayette est la première écrivaine qui fait partie du programme au baccalauréat littéraire de français[135].
- 3 octobre : Lors du festival annuel Les rendez-vous de l'histoire à Blois, un collectif d'historiennes demandent plus de parité dans leur discipline[136].
- 1er juillet : Simone Veil entre au Panthéon, portant à cinq le nombre de femmes[137].
- 3 août : loi renforçant la lutte contre les violences sexuelles et sexistes. Le délai de prescription des crimes sexuels commis sur des mineurs est de 30 ans à partir de la majorité de la victime. L'infraction d’outrage sexiste est créé pour réprimer le harcèlement dans l'espace public. La définition du harcèlement en ligne est élargie[138].
- septembre : La Part des Femmes, collectif pour lutter contre l'invisibilité des femmes photographes[139], interpelle le directeur des Rencontres d'Arles[140].
- novembre : manifestation contre les violences faites aux femmes à l'appel du Collectif #NousToutes[141].

### 2019
- 28 février : rapport sur la féminisation des noms de métiers et de fonctions de l’Académie française[142].
- septembre : des collectifs féministes collent des affiches dans de nombreuses villes pour dénoncer les féminicides[143].
- novembre : ouverture de Citad'elles à Nantes, un centre qui accueille 24 heures sur 24 et 7 jours sur 7, les femmes et leurs enfants victimes de violences sexuelles, physiques, verbales, psychologiques, conjugales. C'est la première structure de lutte contre les violences faites aux femmes initiée par une ville[144].

### 2021
- 2 août 2021 : la loi relative à la bioéthique élargit la procréation médicalement assistée aux couples de femmes et aux femmes célibataires est promulguée[145].

## Pour approfondir